# Daqahlíja
Daqahlíja (arabsky:الدقهلية‎) je egyptský guvernorát. Nachází se na severu země. Jeho rozloha je 3 538 km², v roce 2012 zde žilo zhruba 5 559 000 obyvatel. Hlavním městem guvernorátu je al-Mansúra, další významná centra jsou Mit Ghamr, Belqas a Manzalá. Tento guvernorát představuje nejznámější egyptské středisko, kde pracují nejvzdělanější Egypťané v oblastech věd, inženýrství, medicíny a umění. Nefrologické (zabývající se ledvinami) centrum v Mansúře je považováno za nejlepší středisko svého oboru v Africe.